# Parentis-en-Born
Parentis-en-Born (gaskonsko Parentís) je letoviško naselje in občina v jugozahodnem francoskem departmaju Landes regije Akvitanije. Leta 2009 je naselje imelo 5.187 prebivalcev.

## Geografija
Kraj leži v pokrajini Gaskonji ob jezeru lac de Biscarrosse-Parentis, 75 km jugozahodno od Bordeauxa in 77 km severozahodno od Mont-de-Marsana.

## Uprava
Parentis-en-Born je sedež istoimenskega kantona, v katerega so poleg njegove vključene še občine Biscarrosse, Gastes, Sainte-Eulalie-en-Born, Sanguinet in Ychoux s 24.125 prebivalci (v letu 2009).
Kanton Parentis-en-Born je sestavni del okrožja Mont-de-Marsan.

## Zanimivosti
- cerkev sv. Petra iz konca 15. stoletja, zvonik preoblikovan v neogotskem slogu leta 1921, vmesna postaja primorske variante romarskih poti v Santiago de Compostelo, tim. Voie de Soulac,
- spomenik mrtvim,
- arena Roland Portalier, zgrajena leta 1927; Parentis je član Zveze francoskih bikoborskih mest,
- jezero lac de Biscarrosse-Parentis z letoviščem, naftno ploščadjo.

## Promet
- Na ozemlju občine se delno nahaja turistično letališče Biscarrosse-Parentis.

## Pobratena mesta
- Ribadeo (Galicija, Španija),
- Sălătrucu (Muntenija, Romunija).